# Incident de Tientsin

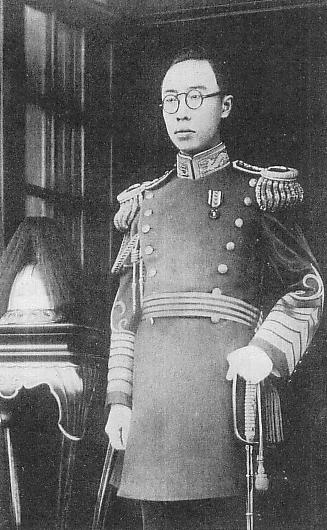
Puyi en 1932 en tant qu'empereur du Mandchoukouo.

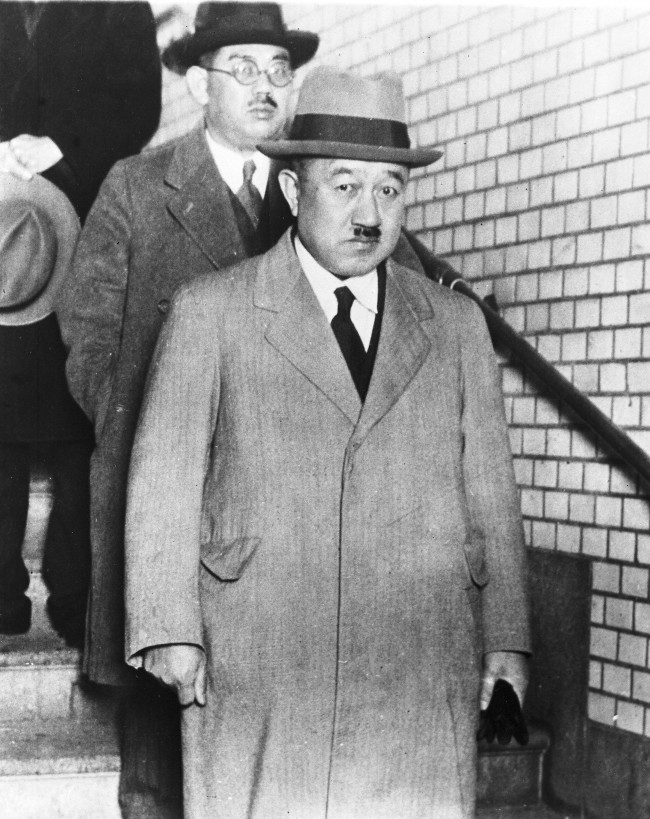
Kenji Doihara.

L'incident de Tientsin de 1931 est une opération orchestrée par l'armée japonaise du Guandong visant à placer Puyi sur le trône du Mandchoukouo, État fantoche contrôlé par l'empire du Japon.
Le plan, planifié par les colonels Kenji Doihara et Seishirō Itagaki, consiste d'abord à convaincre Puyi, plutôt réticent au projet, par l'envoi de menaces imaginaires, puis, devant le manque de temps flagrant avant que le port de débarquement prévu en Mandchourie ne soit pris dans les glaces de l'hiver, une émeute est provoquée par l'emploi de divers membres de la pègre et de sociétés secrètes de la ville. Dans le chaos général, Puyi est enlevé de force à sa résidence et transporté jusqu'au Mandchoukouo où il sera couronné en tant qu'« Empereur Datong ».

## Contexte
Après la révolution chinoise de 1911 et le renversement de la dynastie Qing en Chine, le dernier empereur Qing, Puyi, continue de vivre dans la Cité interdite à Pékin. Il en est expulsé par le seigneur de guerre Feng Yuxiang en 1924, et trouve refuge dans la concession extraterritoriale japonaise de Tientsin.
En 1931, l'armée impériale japonaise envahit la Mandchourie sans l'autorisation du Quartier-général impérial, ni du gouvernement civil à Tokyo. Après avoir rapidement pris le contrôle du territoire et créé un nouvel État théoriquement indépendant du Japon, l'armée japonaise se doit de trouver des symboles de légitimité par lesquels le nouvel État se verrait accorder une reconnaissance diplomatique internationale. La restauration de Puyi sur le trône de ses ancêtres mandchous est l'un de ces symboles et souligne la position conservatrice du Japon à l'opposé du communisme et du républicanisme, tout en ayant une valeur de propagande énorme.

## Mise en œuvre
Puyi a l'occasion de rencontrer de nombreux dirigeants militaires et civils japonais pendant son séjour à Tientsin, et sa parente éloignée (et invité occasionnel de la maison) Yoshiko Kawashima est une proche confidente de Doihara. Puyi est réceptif au projet qu'il considère comme un tremplin potentiel vers la restauration de son autorité sur toute la Chine, mais il craint d'un autre côté de devenir un pion des Japonais, ainsi que des dangers qu'il encourt en cas d'échec.
Doihara a peu de temps pour appliquer son plan. Pour que celui-ci réussisse, il est nécessaire de débarquer Puyi à Yingkou avant que ce port ne soit pris par les glaces, il est donc impératif que l'opération aboutisse avant le 16 novembre 1931.
Le ministre des Affaires étrangères du Japon Kijūrō Shidehara a eu vent du projet de retour de Puyi en Mandchourie et charge le consul général japonais à Tientsin de s'y opposer. Dans l'après-midi du 1er novembre 1931, le consul général contacte Doihara qui est déterminé et déclare que si Puyi voulait risquer sa vie en retournant en Mandchourie, il serait facile de faire paraître toute l'affaire comme un complot des partisans royalistes chinois. Il ajoute qu'il est en contact avec Puyi et que s'il ne voulait pas, il enverrait un télégramme aux autorités militaires de Mukden pour annuler l'opération.
Dans la soirée du 2 novembre 1931, Doihara rend visite à Puyi et l'informe que les conditions sont favorables et qu'une telle opportunité ne doit pas être manquée. Le Japon le reconnaîtrait comme l'empereur d'un état indépendant et conclurait des alliances défensives et offensives avec son nouveau pays pour se défendre contre la possibilité d'une attaque des armées nationalistes chinoises. Puyi semble disposé à suivre le conseil de Doihara après avoir appris que la Maison impériale du Japon favorisait sa restauration, tout en refusant toujours de donner une réponse définitive.
Le consul général japonais poursuit ses efforts pour dissuader Doihara, mais sans résultat. Celui-ci rencontre une nouvelle difficulté lorsqu'un journal chinois de Shanghai publie un compte-rendu de l'opération et mentionne que Puyi aurait refusé l'offre de Doihara.
Pour hâter la décision de Puyi, Doihara a recours à divers subterfuges. Puyi reçoit une bombe cachée dans une corbeille de fruits et des lettres de menaces du « Quartier-général du Groupe du sang de fer », ainsi que d'autres choses. Doihara déclenche une émeute à Tientsin le 8 novembre 1931 avec l'aide de membres de la pègre, de sociétés secrètes et de divers voyous de la ville, qu'il paye et approvisionne en armes fournies par Itagaki. Les émeutiers arrêtés avouent plus tard avoir été payés quarante pesos mexicains chacun par des agents provocateurs japonais.
Le consul général japonais, dans une nouvelle tentative d'exécuter les ordres de Shidehara, avertit la police chinoise de l'émeute imminente et réussissent à empêcher un succès complet pour Doihara, mais cela plonge temporairement Tientsin dans le chaos. Une foule chinoise de 2 000 personnes affronte la police près de la limite avec les concessions étrangères. Le commandant de la garnison japonaise repousse les émeutiers aux alentours de la concession japonaise avec des rafales de semonces de mitrailleuses, mais envoie ses pièces d'artillerie dans le quartier chinois de Tientsin et crée davantage de confusion.
Dans la nuit du 10 novembre 1931, alors que émeutes continuent, Doihara enlève secrètement Puyi de sa résidence. Dohira le conduit à une embarcation à moteur gardée par un groupe équipé de mitraillettes qui descend alors la rivière. À Tanggu, les passagers montent à bord du navire Awaji Maru à destination de Yingkou où Puyi arrive le 13 novembre 1931. Une déclaration est faite aux agences de presse que Puyi a fui pour sauver sa vie à la suite des menaces et des émeutes à Tientsin.
Le 1er mars 1932, Puyi est installé comme chef de l'exécutif du Mandchoukouo. Le 1er mars 1934, il est couronné empereur du Mandchoukouo.